# 大阪港郵便局
大阪港郵便局（おおさかみなとゆうびんきょく）は、大阪府大阪市港区にある郵便局。民営化前の分類では集配普通郵便局であった。

## 概要
住所：〒552-8799 大阪府大阪市港区市岡1-5-33

## 沿革
- 1932年（昭和7年）10月1日 -　市岡郵便局から大阪港郵便局に改称[1]。

- 1970年（昭和45年）10月21日 - 電話通話事務および和文電報受付事務を開始[2]。
- 1986年（昭和61年）2月 - 局舎新築。
- 1990年（平成2年）3月23日 - 花の万博の開催に合わせ、大阪市周辺の主な郵便局40局において、風景印を花をかたどった変形印に変更（当局は港区の花である桜）。
- 1999年（平成11年） - 外国通貨の両替および旅行小切手の売買に関する業務取扱を開始。
- 2007年（平成19年）10月1日 - 民営化に伴い、併設された郵便事業大阪港支店に一部業務を移管。
- 2012年（平成24年）10月1日 - 日本郵便株式会社発足に伴い、郵便事業大阪港支店を大阪港郵便局に統合。
- 2022年（令和4年）4月1日-かんぽサービス部を設置。

## 取扱内容
- 郵便、印紙、ゆうパック、内容証明
- 貯金、為替、振替、振込、国際送金、外貨両替・トラベラーズチェック、国債、投資信託
- 生命保険、バイク自賠責保険、変額年金保険
- 地方公共団体事務（大阪市ごみ処理券の販売、市バス・地下鉄優待乗車証の交付）
- ゆうちょ銀行ATM
- 「552-00xx」区域（大阪市港区全域）の集配業務
- ゆうゆう窓口

## 風景印
- 図案は交流像、安治川水門、大型船。局名表記は「大阪港」
- 使用開始日は1990年（平成２年）3月30日～
- 形は桜型の変形印である。

## 周辺
- 大阪市港区役所
- 港警察署
- 朝日生命港営業所
- 大阪府立市岡高校
- サンディ港市岡店
- 港市岡郵便局

## アクセス
- JR大阪環状線、地下鉄中央線 弁天町駅から徒歩約8分
- 大阪シティバス 市岡停留所下車すぐ
- 阪神高速西大阪線 弁天町出入口から南西に約300m
- 国道172号（みなと通）沿い
- 駐車場あり：3台